# Stuart Staples
Stuart Ashton Staples (Nottingham, 14 novembre 1965) è un musicista, compositore e cantante britannico.
Staples è stato tra i fondatori del gruppo musicale Tindersticks, formato a Nottingham nel 1991 e giunto al successo di critica nel 1993 con l'omonimo album. Ha pubblicato 12 dischi con i Tindersticks e 3 come solista.

## Discografia solista
- Lucky Dog Recordings 03-04 (2005), Beggars Banquet
- Leaving Songs (2006), Beggars Banquet
- Songs for the Young at Heart (2007, with Dave Boulter)

## Colonne sonore
- High Life, regia di Claire Denis (2018)